# Euporus conradtiellus
Euporus conradtiellus là một loài bọ cánh cứng trong họ Cerambycidae.